# 바실리스쿠스
바실리스쿠스(Flavius Basiliscus, ?~477년경)은 동로마 황제로 제논의 제위를 찬탈하여 약 20개월 동안 황제로 있었으나 다시 제논에 의해 쫓겨났다.

## 생애

### 북아프리카 원정
바실리스쿠스는 레오 1세 황제의 아내인 베리나 황후의 남동생이었다. 그는 교육을 많이 받은 귀족으로 공공연하게 제위에 대한 열망을 드러내고 다녔다. 468년 레오 1세가 북아프리카의 반달족을 징벌하기 위해 원정군을 편성할 때 황후 베리나와 당시 막후 실력자였던 아스파르는 레오에게 바실리스쿠스를 총사령관으로 임명하게 종용했다. 레오는 서로마 황제 안테미우스와 연합해 반달왕국의 가이세리크를 공격했다. 당시 바실리스쿠스가 이끌고 간 북아프라카 원정군의 규모는 다음과 같다.
- 총비용- 13만 리브라(48,750kg 상당)의 황금
- 함대- 1,113척
- 병력- 약 10만 명

그러나 바실리스쿠스는 허영심이 강하고 전투경험도 거의 없는 무능한 사령관이었다. 그래도 원정 초반은 순조롭게 진행되어 마르켈리누스라는 이름의 장군은 사르데냐에서 반달족을 몰아내었고 헤라클리우스라는 이름의 장군은 카르타고 남동쪽을 공략했다. 별다른 저항없이 대군을 이끌고 북아프리카에 상륙한 바실리스쿠스는 카르타고 만에서 머뭇거리며 후속부대를 기다리고 있었다. 그러나 노련한 가이세리크는 시간을 벌기 위해 평화협상을 요청하고 5일간의 휴전을 요청했다. 바실리스쿠스는 벌써 승리자가 된 것처럼 자만하여 그 계략에 말려들었고 아무런 방비없이 대함대를 정박하고 휴전에 들어갔다.
그 사이 가이세리크는 로마군의 대함대에 화공을 퍼부었고 로마군은 갑작스러운 공격에 함대의 절반을 잃고 쫓겨났다. 바실리스쿠스는 목숨을 구하기 위해 공격도 하지 않고 콘스탄티노폴리스로 돌아왔다. 황제 레오는 진노했고 황후 베리나가 황제의 진노를 누그러뜨릴 때까지 바실리스쿠스는 교회에 숨어 있었다.

### 쿠테타
바실리스쿠스는 북아프리카 원정의 대 실패 이후 몸을 사리면서 지냈으나 475년 레오 1세가 죽고 이어서 어린 황제 레오 2세도 죽고 이사우리아 출신의 제논이 황제가 되자 서서히 음모를 벌였다. 그는 누나인 황태후 베리나와 손을 잡고 이사우리아인인 일루스를 자기편으로 끌어들여 475년 쿠테타를 일으켜 제논을 콘스탄티노폴리스에서 축출하고 스스로 황제가 되었다. 제논은 고향인 이사우리아로 도망쳐 겨우 목숨을 부지하였다.

### 통치와 몰락
그는 황제가 된 이후 콘스탄티노폴리스에서 이사우리아인을 학살하고 중과세 정책으로 백성의 지지를 잃었다. 무엇보다 그는 그리스도 단성론을 공개적으로 지지하고, 칼케돈 공의회의 결정을 취소하고 더 나아가 콘스탄티노폴리스 총대주교좌를 폐지하려고까지 하였다. 그러자 주민들이 대대적으로 반기를 들었고 결국 그는 그 결정을 취소했다.
476년에는 콘스탄티노폴리스에서 큰 화재가 나서 율리아누스 황제가 세운 도서관과 수많은 예술품들이 불에 타버렸다. 이 화재로 결정적으로 그는 백성의 신망을 잃었고 일루스가 이사우리아로 가서 다시 제논과 한편이 되었다. 이듬해 8월 제논은 다시 콘스탄티노폴리스로 돌아왔다. 바실리스쿠스는 폐위되어 겨우 목숨을 구걸하였고 소아시아의 카파도키아로 유배되어 그곳에서 죽었다.
| 전임 제논 (474 - 475) | 동로마 제국의 황제 475년 1월 9일 - 476년 8월 | 후임 제논 (476 - 491) |